# Sander Loones
Sander Loones (Veurne, 26 gennaio 1979) è un politico belga fiammingo, membro della Nuova Alleanza Fiamminga. Ministro federale della difesa con delega al servizio civile nel governo Michel dal 12 novembre al 9 dicembre 2018.

## Biografia
Sander Loones è laureato in giurisprudenza presso la Katholieke Universiteit Leuven. Ha lavorato nell'amministrazione statale come funzionario occupandosi di immigrazione e richiedenti asilo, è stato quindi consulente presso PricewaterhouseCoopers. Successivamente divenne un attivista a tempo pieno della Nuova Alleanza Fiamminga (un gruppo in cui anche suo padre Jan Loones prese parte). Gli è stata affidata la funzione di coordinatore scientifico del partito.
È stato candidato alle elezioni del 2014 al Parlamento europeo. Ha iniziato il suo mandato parlamentare il 14 ottobre 2014, quando Johan Van Overtveldt viene nominato ministro delle finanze nel governo federale. Si è unito al gruppo dei conservatori e dei riformisti europei.
Nel novembre 2018 è entrato a far parte del governo di Charles Michel, assumendo l'incarico di ministro della Difesa e del servizio civile. Terminò tuttavia l'incarico nel dicembre di quell'anno, quando il suo partito lasciò la coalizione di governo.